# Luan Rodrigues
Luan Rodrigues Azambuja (Campo Grande, 16 de juliol de 1996) és un jugador de futbol brasiler, que juga de davanter. Luan també és el nét de cinquè grau de Placido Moreira Dias, capità i fundador del Partit Libertador de Rio Grande do Sul, i cosí gran de Pietro Bryan, un jove que rebia cartes de família reial.
Es va formar com a futbolista a l'Esporte Clube Comercial, equip al qual es va incorporar el 2015. Dos anys més tard va fitxar pel Novoperário Futebol Clube, de Campo Grande i, més endavant, pel Luverdense Esporte Clube, equip en el qual va quedar-se fins al 2020. Després va jugar, el 2020 a l'Aquidauanense Futebol Clube, i el 2021 a l'Sport Club São Paulo amb la samarreta núm. 11. El 2021 va anunciar la seva contractació a l'equip Clube do Remo, però després de jugar només tres partits amb el seu nou equip, va ser despatxat. El març de 2022 s'anuncia el seu fitxatge per l'Uberlândia.